# 莫爾科利亞區
14°41′38″S 74°07′27″W / 14.69389°S 74.12417°W
莫爾科利亞區（西班牙語：Distrito de Morcolla），是秘魯的一個區，位於該國中南部阿亞庫喬大區的蘇克雷省，始建於1956年12月21日，面積289.3平方公里，海拔高度3,459米，2005年人口2,190，人口密度每平方公里7.6人。